# The Accidental Prime Minister (pel·lícula)
The Accidental Prime Minister és una pel·lícula biogràfica índia de 2019 dirigida per Vijay Ratnakar Gutte i escrita per Mayank Tewari, basada en la memòria homònima de 2014 escrita per Sanjaya Baru. Va ser produïda per Bohra Bros sota Rudra Production (RU), en associació amb Jayantilal Gada sota la marca Pen India Limited. És protagonitzada per Anupam Kher com a Manmohan Singh, l'economista i polític que va ser primer ministre de l'Índia del 2004 al 2014 amb l'Aliança Progressista Unida.
La pel·lícula va ser estrenada l'11 de gener de 2019 i va rebre crítiques mixes. Va recaptar 45 milions de rupies el primer dia als cinemes i a data de 24 de gener, 305,2 milions de rupies.

## Argument
Està basada en la memòria escrita per l'analista polític Sanjaya Bary. The Accidental Prime Minister explora el mandat de Manmohan Singh com a primer ministre de l'Índia i el control que exercia sobre el seu govern i el país.

## Repartiment
- Anupam Kher com a Manmohan Singh, antic primer ministre de la República de l'Índia del 2004 al 2014.
- Akshaye Khanna com a Sanjaya Baru, comentarista polític i assessor en mitjans del primer ministre de l'Índia de 2004 a 2008.[9]
- Suzanne Bernert com a Sonia Gandhi,[10] antiga presidenta del Congrés Nacional indi.
- Aahana Kumra com a Priyanka Gandhi, filla de Sonia Gandhi.[9]
- Arjun Mathur com a Rahul Gandhi, fill de Sonia Gandhi
- Abdul Quadir Amin com a Ajay Singh
- Vimal Verma com a Lalu Prasad Yadav[11]
- Avtar Sahni com a Lal Krishna Advani
- Anil Rastogi com a Shivraj Patil
- Ajit Satbhai com a P. V. Narasimha Rao,[12] antic primer ministre de l'Índia.
- Chitragupta Sinha com a P. V. Ranga Rao, fill gran de P. V. Narasimha Rao[13]
- Vipin Sharma com a Ahmed Patel
- Divya Seth Shah com a Gursharan Kaur
- Shiv Kumar Subramaniam com a P. Chidambaram
- Munish Bhardwaj com a Kapil Sibal
- Ram Avtar com a Atal Bihari Vajpayee
- Sunil Kothari com a APJ Abdul Kalam
- Atul Kumar com a JN " Mani" Dixit
- Anish Kuruvilla com a T. K. A. Nair
- Prakash Belawadi com a MK Narayanan
- Madan Joshi com a Brajesh Mishra
- Pradeep Chakravarti com a Pranab Mukherjee
- Yogesh Tripathy com a Natwar Singh
- Bobby Parvez com a Pulok Chatterji
- Anil Zankar com a Sitaram Yechury
- Hansal Mehta com a Naveen Patnaik
- Vimal Verma com a Lalu Prasad Yadav
- Deepak Gheewala com a N. Ram
- Naval Shukla com a Yashwant Sinha
- Deepak Dadwal com a Jaswant Singh
- Ashok Sagar Bhagat com a Arjun Singh
- Ramesh Bhatkar com a Prithviraj Chavan
- Subhash Tyagi com a Mulayam Singh Yadav
- Manoj Tiger com a Amar Singh
- Adarsh Gautam com a Yousaf Raza Gilani, primer ministre del Pakistan
- Chembur Hari com a AK Antony
- Kishor Jaykar com a George Fernandes
- Aazam Khan com a Ghulam Nabi Azad
- Vijay Singh com a Bhairon Singh Shekhawat
- Askari Naqvi com a Vir Sanghvi
- Pradeep Kuckreja com a Prakash Karat
- Gull Jolly com a Daman Singh
- Archana Sharma com a Chiki Sarkar

## Producció
El rodatge va començar el 31 de març de 2018 a Londres. El rodatge a Londres va concloure el 21 d'abril de 2018. A l'Índia, la major part del rodatge va ser a Nova Delhi i es va acabar el 4 de juliol de 2018.

## Màrqueting i estrena

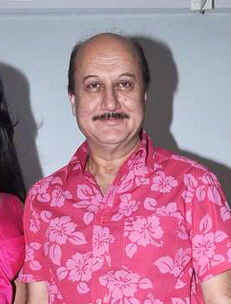
Anupam Kher, que interpreta el paper de Manmohan Singh.

El 6 de juny de 2017, a través del compte de Twitter d'Anupam Kher, es va publicar el primer pòster de la pel·lícula. Un nou pòster amb la data d'estrena i el tràiler es van presentar el 27 de desembre de 2018. Amb el llançament d'un nou pòster, la data d'estrena es va avançar a l'11 de gener de 2019.
El 3 de gener de 2019 TAP va publicar un nou pòster de la pel·lícula.
La versió en hindi de la pel·lícula es va estrenar l'11 de gener de 2019 a 1300 cinemes de l'Índia i a 400 de la resta del món. Les versions en tàmil i telugu es van estrenar el 18 de gener de 2019.

## Recepció

### Resposta de la crítica
The Economic Times va atorgar 3,5 estrelles sobre 5, descrivint la pel·lícula com a "ben muntada" i la interpretació de Kher com a Manmohan Singh "una actuació convincent".
Utkarsh Mishra va valorar el film a Rediff.com amb 2,5 estrelles sobre 5, i va dir que si la pel·lícula es mirava amb atenció estava "ben feta", i va criticar Kher per dramatitzar massa l'estil de caminar de Singh.
Saibal Chatterjee de NDTV va atorgar 1,5 estrelles sobre 5, remarcant que "The Accidental Prime Minister no és ni molt entretinguda ni dramàticament atractiva." Shubra Gupta de The Indian Express resumeix la rèplica: "The Accidental Prime Minister és una pel·lícula absolutament propagandística, creada només per fer semblar l'antic primer ministre com un home dèbil, sense escrúpols i un titella controlat per The Family".
Ronak Kotecha, del The Times of India, va donar 3,5 estrelles sobre 5 a la pel·lícula afirmant que "Bollywood ha produït diversos drames polítics intensos, complexos i foscs, The Accidental Prime Minister els té tots de manera mesurada."

### Taquilla
La primera setmana de l'estrena la pel·lícula va recaptar 119 milions de rupies a l'Índia. Va recaptar 257,1 milions de rupies a l'Índia i 320.000 dòlars de la resta del món, fent un total de 305,2 milions de rupies globalment.

## Exactitud històrica
Ajaz Ashraf, escrivint per Firstpost va tenir la sensació que el tràiler suggeria que Sanjaya Baru havia sigut assessor de premsa i portaveu principal de Manmohan Singh durant el moviment anticorrupció de l'Índia del 2011. No obstant, Baru només va ser-ho del maig de 2004 a l'agost de 2008. El llibre acaba el maig de 2009, quan l'APU torna al poder després de les eleccions generals de l'Índia de 2009. Baru havia escrit un epíleg de 14 pàgines amb especulacions i interrogants que s'utilitzen com a tema fonamental a la pel·lícula.

## Banda sonora
La música va ser composta per Sumit Sethi, Sudip Roy i Sandhu Tiwai i la lletra va ser escrita per Baba Ngarjun.